# Vojenské historické muzeum (Vídeň)
Vojenské historické muzeum ve Vídni (německy Heergeschichtliches Museum) je rakouské státní muzeum, sídlící v budovách Arsenalu na Landstraße gürtelu, ve 3. vídeňském okresu. Muzeum provozuje Rakouské spolkové ministerstvo obrany. V sousední budově sídlí rovněž Vojenský historický ústav.

## Budovy
Budovy Arsenalu, jehož malou částí je muzeum, navrhl v letech 1864-1869 pro rakouskou armádu  Theophil von Hansen, vůdčí rakouský architekt romantického historismu 2. -3. třetiny 19. století. 
Projekt rozsáhlého areálu čítá na pravoúhlém půdorysu osmdesát dva objektů, po obvodu spojených zdmi jako pevnost. Architekt se inspiroval jednak komplexem gotických staveb Arzenálu v Benátkách, a dále do Z-V osy za sebou vložil tři hlavní budovy s věžemi a vložil do jejich článků a výzdoby množství stylových prvků orientalismu (maurské), byzantské architektury i tudorovské gotiky. Muzejní interiéry přízemí, schodiště a prvního patra patří k nejhonosněji vyzdobeným v Rakousku.  

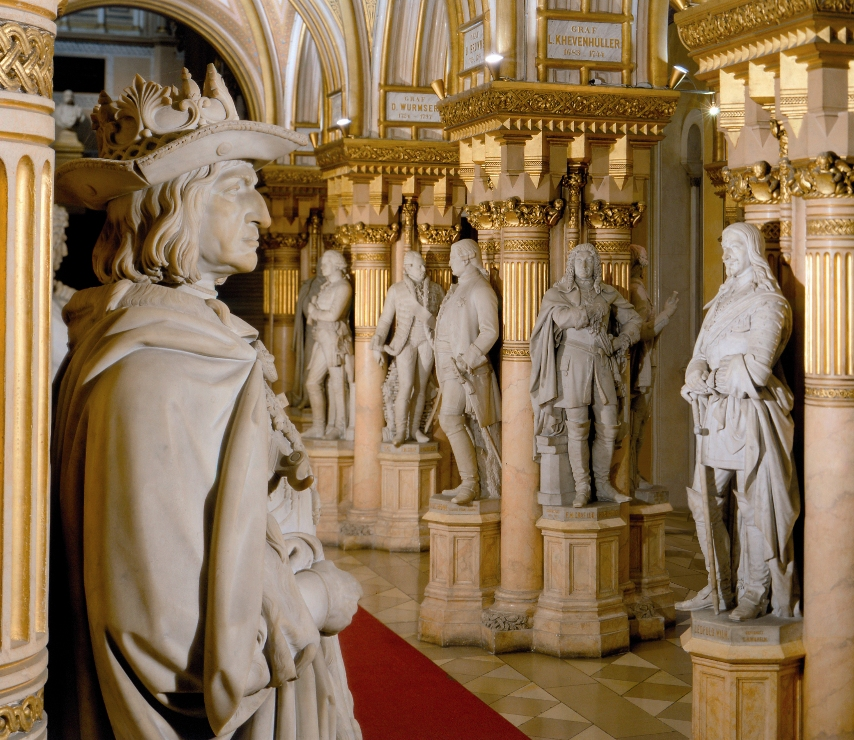
Hala vojevůdců (2009, před zakrytím pokladnou a šatnou

### Hala vojevůdců
Vstupní vestibul muzea tvoří klenutá sloupová Hala vojevůdců (Die Feldherrenhalle) na půdorysu řeckého kříže. Každý sloup je ze čtyř stran obložen čtyřmi sochami vojevůdců zasloužilých v bojích rakouské říše či monarchie od 15. do 19. století. Pěší sochy v historických kostýmech a v životní velikosti, byly vytesány mezi léty 1862-1877 z bílého kararského mramoru. 56 soch velitelů stojí v hale, jen 4 vůdci bitev proti revolucionářům z roku 1848 jsou na schodišti. (Julius von Haynau, Josef Václav Radecký, Alfred Windischgrätz a Josip Jelačić) mají sochy v nikách na podestě schodiště v mezipatře. Polovinu soch objednal zakladatel muzea, císař František Josef I., Ostatní pomníky - po schválení jmen osobností úředníky ministerstva války- objednala a uhradila rodina nebo potomci vojevůdců (například Lichtenštejnové, Schwarzenbergové či Šporkové). Na sochách jsou signatury 24 sochařů, každý z nich vytvořil 1 až 4 sochy. Pro českého návštěvníka pozoruhodná díla vytesali Emanuel Max (4),  Johann Meixner (1), Ludvík Šimek (4), Vincenz Pilz (4), Tomáš Seidan (3) a Antonín Pavel Wagner (1).

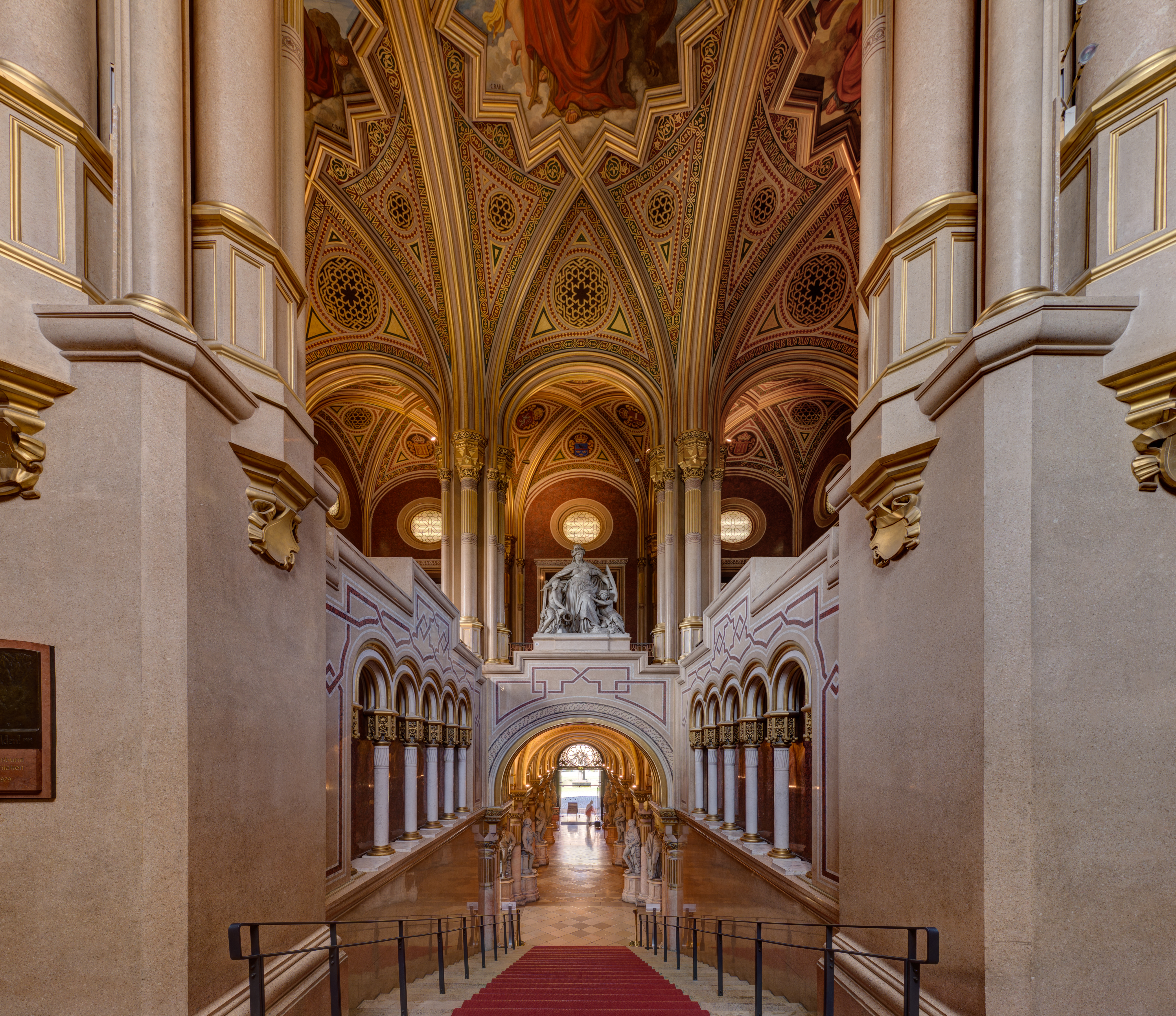
Schodiště se sochou Austrie

### Schodiště
Schodiště z haly vojevůdců do prvního patra, bylo postaveno v roce 1864, na podestě jsou čtyři niky se sochami vojevůdců revolučních bitev roku 1848: Julius von Haynau, Josef Václav Radecký, Alfréd I. Windisch-Graetz a Josef Jelačić.  Bohatá výzdoba na klenbách obsahuje mimo jiné fresky s alegorickými obrazy Moci a Jednoty (uprostřed), Slávy a Cti (vpravo) a Moudrosti a Odvahy (vlevo). Uprostřed schodiště stojí alegorické sousoší „Austria“ z kararského mramoru, dílo Johanna Benka z roku 1869.

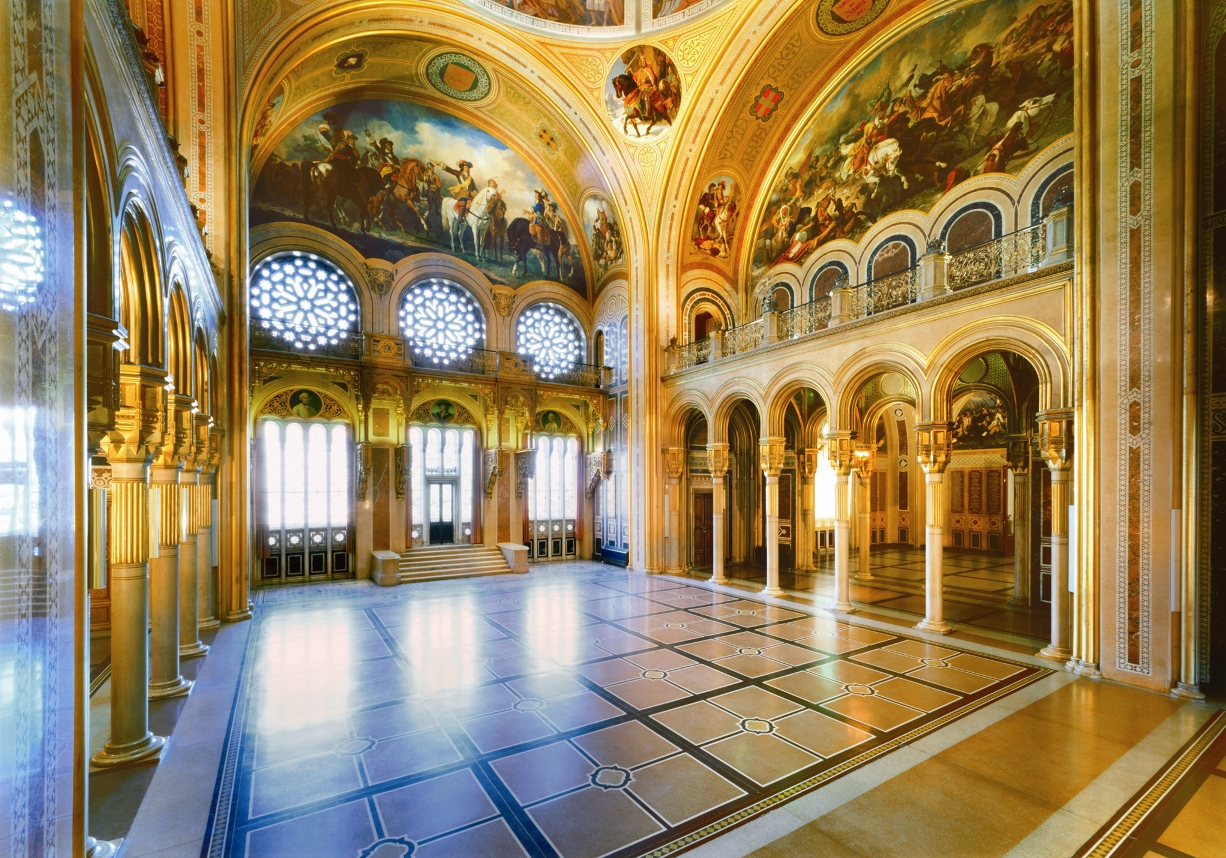
Síň slávy v 1. patře

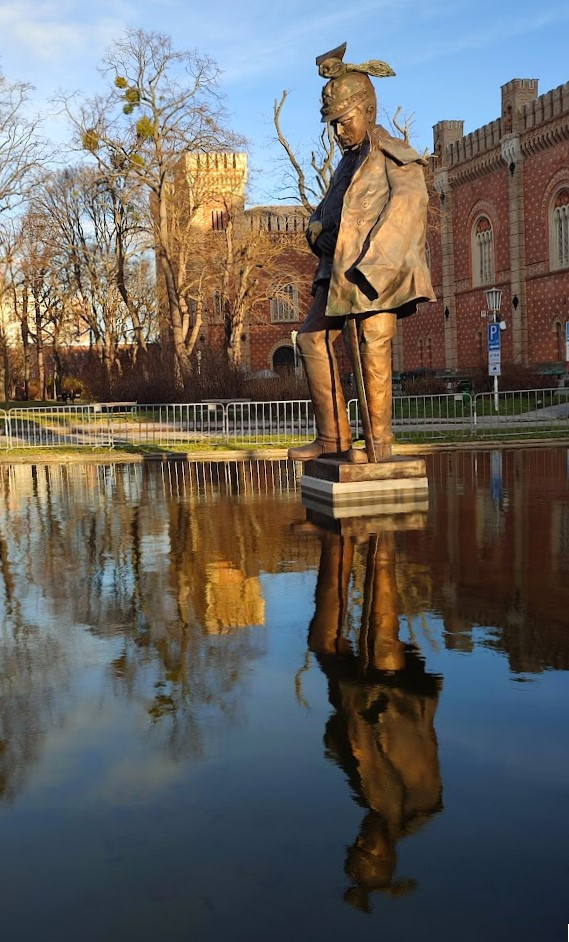
Socha c. a k. vojáka před vchodem do muzea (2016)

### Síň slávy
Síň slávy je střední prostor v prvním patře. Zdobí ji čtyři fresky ve tvaru lunet od Karla von Blaase z leth 1858–1872. Ilustrují nejdůležitější vojenské události v dějinách Rakouska od dob Babenberků. jsou to:
- Bitva u Nördlingenu (1634)
- Válečná porada při bitvě u Mogersdorfu (1664)
- Bitva u Zenty (1697)
- Bitva u Turína (1706)
- Na stěnách a v postranních místnostech jsou osazeny mramorové desky se jmény více než 500 důstojníků (od plukovníků po generály císařské armády, následně rakousko-uherské armády z let 1618–1918.

### Postranní sály
V prvé boční místnosti je expozice vojenství Habsburského soustátí od 16. století do roku 1789; výzdoba líčí události od bojů s Turky přes vládu Marie Terezie a Josefa II. až do dobytí Bělehradu v roce 1789. K největším exponátům patří ukořistěný turecký stan.
V druhé boční místnosti jsou vylíčeny napoleonské války od bitvy u Würzburgu v roce 1796 přes tyrolské lidové povstání v roce 1809 až po jednání o příměří mezi polním maršálem Radeckým a sardinským králem Vittoriem Emanuelem II. po bitvě u Novary v roce 1849.

### Další prostory
Tři haly a dvory jsou vyhrazeny expozici těžké bojové techniky od děl, přes tanky až po letadla.

## Současnost a perspektivy
Roku 2006 byla představena nová koncepce muzea, jež posunula zájem mimo Rakousko na současné válečné konflikty ve světě. V roce 2019 byly všechny nemuzejní objekty zařazeny do nové urbanistické koncepce přestavby Vídně s cílem přiřadit Arsenál k sousední obytné čtvrti Belvedere Quartier. 